# Esther María Osses
Esther María Osses (David, 12 de octubre de 1914 - Venezuela, 2 de septiembre de 1990) fue una destacada educadora, periodista y poetisa panameña. Es autora de gran cantidad de poemas, ensayos, reseñas y artículos para diarios y revistas de América Latina.

## Biografía
Esther María Osses nació en David, provincia de Chiriquí el 12 de octubre de 1914. Realizó sus estudios en la Escuela Normal de Institutoras de la Ciudad de Panamá, graduada de Maestra de Enseñanza Primaria, siguió cursos en la Universidad Interamericana de Panamá en la Facultad de Filosofía y Letras y en universidades de Buenos Aires y Guatemala. 
Osses se convirtió en una destacada poetisa, y también una promotora cultural que se ha dedicado a crear grupos literarios y musicales y fomentando la publicación de revistas, periódicos. Fue maestra de enseñanza primaria y profesora de la Universidad de Zulia, Venezuela.
Como periodista, colaboró en periódicos como La Nación, El Hogar, Crítica, Clarín y otras revistas argentinas, especialmente en poesía. Realizó giras por varios países latinoamericanos como en la Casa de la Cultura Ecuatoriana, el Departamento de Extensión Cultural de Bogotá, Uruguay, Chile y Perú. Ofreció conferencias por radio y recitales poéticos.
Fallece en Venezuela el 2 de septiembre de 1990.

## Obras
- Mensaje (1946)
- La Niña y el Mar (1954)
- Poesía en Limpio (1965)
- Crece y Camina (1971)
- Para el combate y la esperanza (1981)
- La Novela del Imperialismo en Centroamérica (1986)